# Aquila Basket Trento 2019-2020
Questa voce raccoglie le informazioni riguardanti l'Aquila Basket Trento nelle competizioni ufficiali della stagione 2019-2020.

## Stagione
La stagione 2019-2020 dell'Aquila Basket Trento sponsorizzata Dolomiti Energia, è la 6ª nel massimo campionato italiano di pallacanestro, la Serie A.

## Roster
Aggiornato al 14 luglio 2019.
| Dolomiti Energia Trento 2019-20 | Dolomiti Energia Trento 2019-20 |
| Giocatori                       | Staff tecnico                   |
| ------------------------------- | ------------------------------- |

| N. | Naz.                                     | Ruolo | Nome                 | Anno | Alt.   | Peso   |  |
| -- | ---------------------------------------- | ----- | -------------------- | ---- | ------ | ------ |  |
| 00 | Stati Uniti (bandiera)                   | AG    | Rashard Kelly        | 1995 | 203 cm | 102 kg |  |
| 1  | Stati Uniti (bandiera)                   | G     | James Blackmon       | 1995 | 193 cm | 91 kg  |  |
| 4  | Stati Uniti (bandiera)                   | P     | Aaron Craft          | 1991 | 188 cm | 85 kg  |  |
| 5  | Italia (bandiera)                        | GA    | Alessandro Gentile   | 1992 | 202 cm | 100 kg |  |
| 7  | Italia (bandiera)                        | AG    | Davide Pascolo       | 1990 | 203 cm | 88 kg  |  |
| 9  | Italia (bandiera)                        | GA    | Fabio Mian           | 1992 | 196 cm | 88 kg  |  |
| 10 | Argentina (bandiera) · Italia (bandiera) | P     | Andrés Forray (C)    | 1986 | 187 cm | 83 kg  |  |
| 13 | Stati Uniti (bandiera)                   | C     | Justin Knox          | 1989 | 206 cm | 110 kg |  |
| 14 | Italia (bandiera)                        | AG    | Andrea Mezzanotte    | 1998 | 207 cm | 98 kg  |  |
| 20 | Italia (bandiera)                        | G     | Alessandro Voltolini | 2001 | 190 cm | 80 kg  |  |
| 23 | Italia (bandiera)                        | C     | Maximilian Ladurner  | 2001 | 206 cm | 95 kg  |  |
| 24 | Stati Uniti (bandiera)                   | AP    | George King          | 1994 | 198 cm | 102 kg |  |
| 25 | Italia (bandiera)                        | C     | Luca Lechthaler      | 1986 | 207 cm | 115 kg |  |
| 34 | Italia (bandiera)                        | G     | Matteo Picarelli     | 2001 | 190 cm | 78 kg  |  |

| Allenatore                                                                                   |
| - Nicola Brienza                                                                             |
| Assistente/i                                                                                 |
| - Davide Dusmet - Emanuele Molin Legenda - (C) Capitano - (IN) Inattivo - Infortunato Roster |

## Mercato

### Sessione estiva
| Acquisti | Acquisti       | Acquisti      | Acquisti      | Acquisti |
| R.       | Nome           | da            | Modalità      |          |
| -------- | -------------- | ------------- | ------------- | -------- |
| ALL      | Nicola Brienza | Pall. Cantù   | definitivo    |          |
| AG       | Rashard Kelly  | Parma Perm'   | definitivo    |          |
| GA       | Luca Conti     | V.L. Pesaro   | fine prestito |          |
| P        | Erik Czumbel   | Trapani Shark | fine prestito |          |
| G        | James Blackmon | V.L. Pesaro   | definitivo    |          |
| AP       | George King    | Phoenix Suns  | definitivo    |          |
| C        | Justin Knox    | Pall. Trieste | definitivo    |          |

| Cessioni | Cessioni           | Cessioni           | Cessioni       | Cessioni |
| R.       | Nome               | a                  | Modalità       |          |
| -------- | ------------------ | ------------------ | -------------- | -------- |
| ALL      | Maurizio Buscaglia | Pall. Reggiana     | fine contratto |          |
| ALL      | Vincenzo Cavazzana | Pall. Varese       | fine contratto |          |
| AC       | Nikola Jovanović   | Stella Rossa       | fine prestito  |          |
| AP       | Bétinho Gomes      | Benfica            | fine contratto |          |
| P        | Erik Czumbel       | UTSA Roadrunners   | fine contratto |          |
| GA       | Luca Conti         | Pod. Montegranaro  | prestito       |          |
| AC       | Dustin Hogue       | Enisey Krasnojarsk | fine contratto |          |
| G        | Diego Flaccadori   | Bayern Monaco      | fine contratto |          |
| GA       | Devyn Marble       | G.S. Warriors      | fine contratto |          |

### Dopo l'inizio della stagione
| Acquisti | Acquisti           | Acquisti   | Acquisti          | Acquisti   |
| R.       | Nome               | da         | Data              | Modalità   |
| -------- | ------------------ | ---------- | ----------------- | ---------- |
| GA       | Alessandro Gentile | Free agent | 26 settembre 2019 | definitivo |

| Cessioni | Cessioni    | Cessioni     | Cessioni        | Cessioni    |
| R.       | Nome        | a            | Data            | Modalità    |
| -------- | ----------- | ------------ | --------------- | ----------- |
| AP       | George King | Zielona Góra | 17 gennaio 2020 | rescissione |